# Munich WCT 1974
Il Munich WCT 1974 è stato un torneo di tennis giocato sul sintetico indoor. È stata la 2ª edizione del torneo che fa parte del World Championship Tennis 1974. Si è giocato a Monaco di Baviera in Germania dal 1° al 7 aprile 1974.

## Campioni

### Singolare maschile
Frew Donald McMillan ha battuto in finale  Niki Pilic con il punteggio di 6–7 7–6 7–6

### Doppio maschile
Bob Hewitt /  Frew Donald McMillan hanno battuto in finale  Pierre Barthes /  Ilie Năstase con il punteggio di 6–2, 7–6